# Rychlostní silnice v Česku

Dopravní značka Silnice pro motorová vozidla, jaká se umisťovala do roku 2015.

Rychlostní silnice v Česku existovaly do 31. prosince 2015 a spolu s dálnicemi vytvářely síť páteřních, směrově oddělených komunikací. K tomuto datu dosahovala celková délka rychlostních silnic 463 km. V zákoně 361/2000 Sb. jsou označeny jako Silnice pro motorová vozidla. K 1. lednu 2016 byla většina z nich přeřazena mezi dálnice. Rychlostní silnice patřily podle zákona o pozemních komunikacích mezi silnice I. třídy. Maximální povolená rychlost na rychlostních silnicích byla mimo obec 130 km/h, v obci pak 80 km/h. Na pohled se silnice pro motorová vozidla nijak zásadně nelišily od dálnic.

## Technické parametry
V minulosti se rychlostní silnice stavěly mnohdy bez připojovacích a stoupacích pruhů, s ostrými zatáčkami a autobusovými zastávkami. Tento stav se postupem času měnil, rychlostní silnice se stavěly a rekonstruovaly podle nových norem, takže jejich parametry se začaly přibližovat dálnicím. V některém terénu ale tyto rekonstrukce podle nových norem nebylo možné provést (např. na R35 mezi Turnovem a Hodkovicemi nad Mohelkou).

## Zpoplatnění
V Česku bylo používání rychlostních silnic od roku 1995 zpoplatněno stejně jako používání dálnic. Za používání rychlostních silnic se platily dálniční poplatky formou časových kupónů, od roku 2010 vydávaných pouze pro vozidla do hmotnosti 3,5 t. Od 1. ledna 2007 bylo zavedeno také elektronické mýto pro vozidla nad 12 t a od 1. ledna 2010 i pro vozidla nad 3,5 t.

## Seznam rychlostních silnic

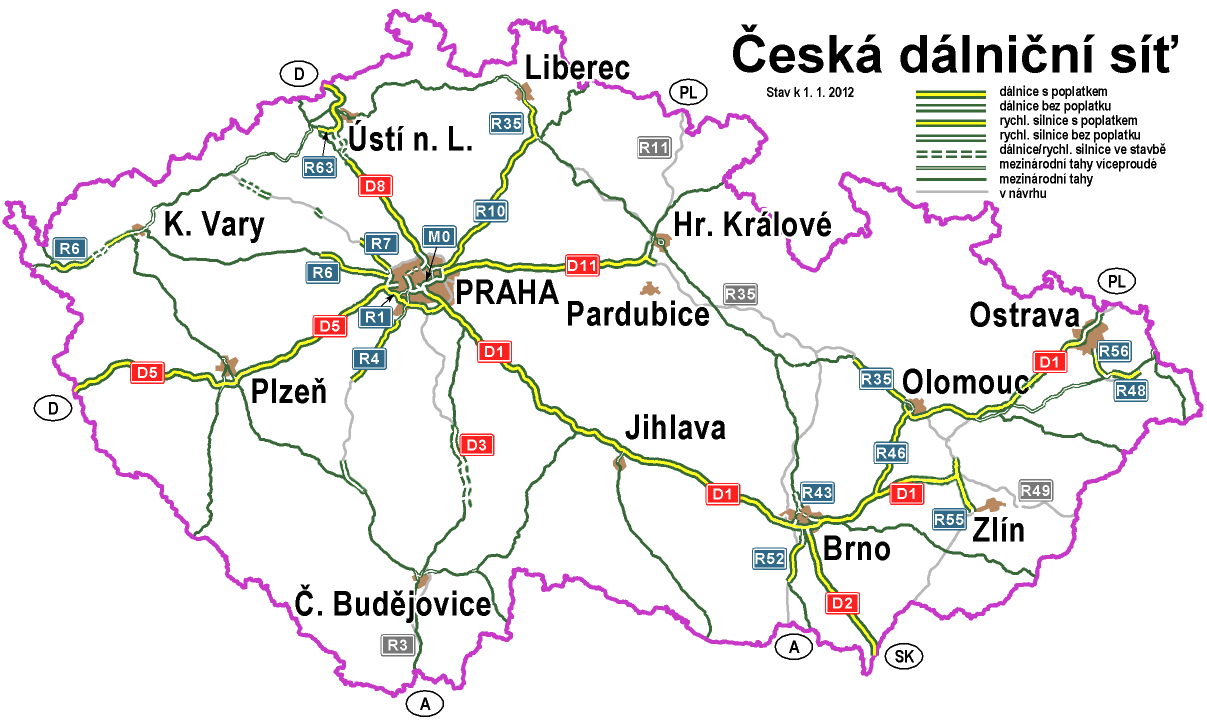
Mapa českých dálnic a rychlostních silnic k 1. lednu 2012

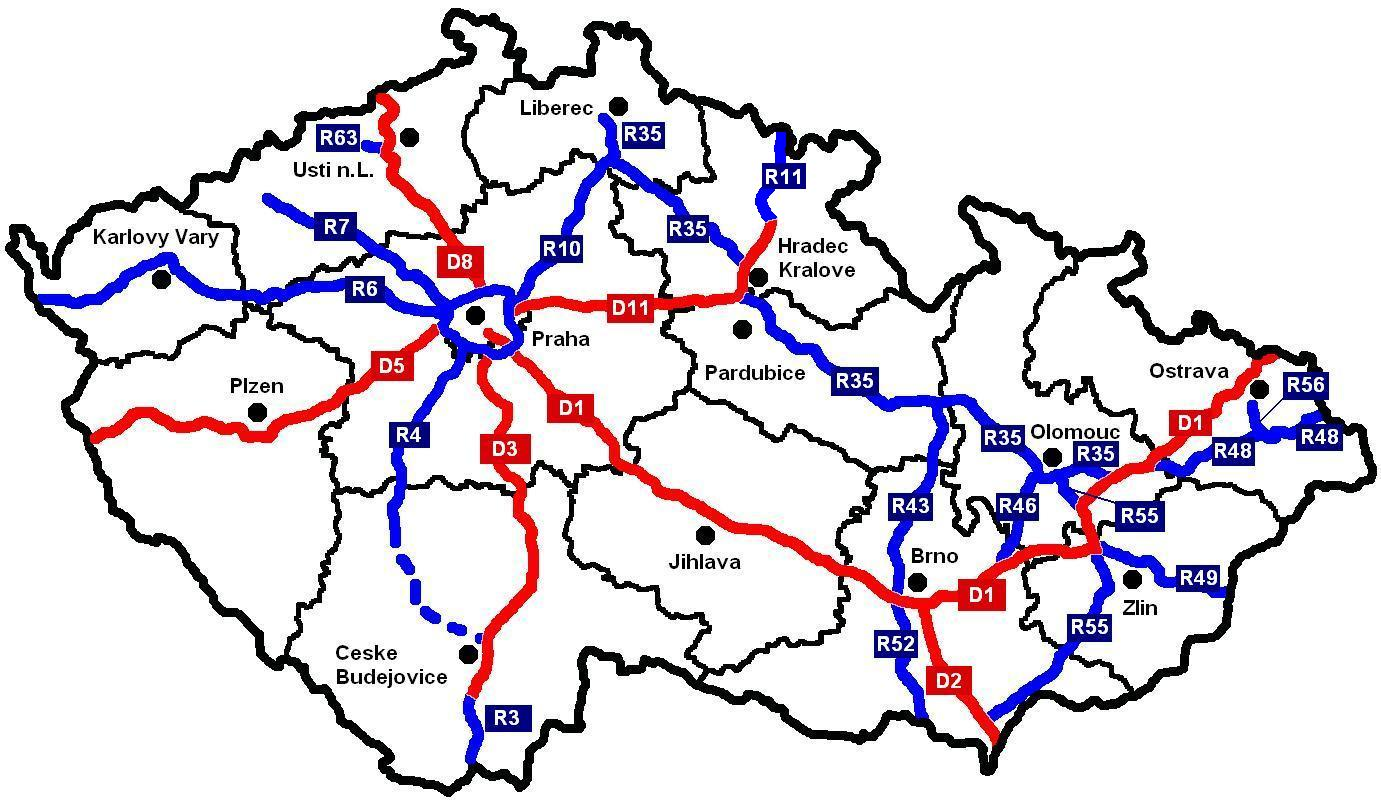
Plánovaná síť dálnic a rychlostních silnic

K 31. prosinci 2015 bylo v Česku v provozu celkem 463 km rychlostních silnic.
| Označení | Trasa                                                                                 | V provozu (km) | Celková délka (km) | OpenStreetMap |
| -------- | ------------------------------------------------------------------------------------- | -------------- | ------------------ | ------------- |
| R3       | Dolní Třebonín – Kaplice – Dolní Dvořiště – Rakousko                                  | 0              | 24                 |               |
| R4       | Praha – Příbram – Třebkov                                                             | 38             | 86                 | 295545        |
| R6       | Praha – Karlovy Vary – Sokolov – Cheb – Pomezí nad Ohří – Německo                     | 76             | 167                | 1764927       |
| R7       | Praha – Louny – Chomutov                                                              | 38             | 82                 | 295464        |
| R10      | Praha – Mladá Boleslav – Turnov                                                       | 71             | 71                 | 1749449       |
| R11      | Jaroměř – Trutnov – Královec – Polsko                                                 | 0              | 41                 |               |
| R35      | Liberec – Turnov – Hradec Králové – Svitavy – Mohelnice – Olomouc – Lipník nad Bečvou | 78             | 252                | 1853275       |
| R43      | Brno – Kuřim – Velké Opatovice – Moravská Třebová                                     | 0              | 78                 |               |
| R46      | Vyškov – Prostějov – Olomouc                                                          | 38             | 38                 | 1853300       |
| R48      | Bělotín – Nový Jičín – Frýdek-Místek – Český Těšín                                    | 31             | 75                 | 1853073       |
| R49      | Hulín – Zlín – Vizovice – Střelná – Slovensko                                         | 0              | 69                 |               |
| R52      | Brno – Pohořelice – Mikulov – Rakousko                                                | 17             | 53                 | 1930403       |
| R55      | Olomouc – Přerov – Hulín – Otrokovice – Hodonín – Břeclav                             | 16             | 101                | 1861525       |
| R56      | Ostrava – Frýdek-Místek                                                               | 12             | 13                 | 1853128       |
| R63      | Teplice – Řehlovice                                                                   | 7              | 7                  | 1930405       |

Původně měl být rychlostní silnicí R29 také Městský okruh (MO) v Praze (v provozu 22 km, celková délka 32 km). V roce 2005 byl však překategorizován ze silnice na místní komunikaci a přeznačen na MO.

## Nová kategorizace od roku 2016
Právě pro podobnost s dálnicemi a pro jejich zrovnoprávnění byla většina rychlostních silnic, tedy silnic pro motorová vozidla k 1. lednu 2016 přeřazena do kategorie dálnic. Jednalo se o 438 km těchto rychlostních silnic. Původní kategorie silnice pro motorová vozidla zůstala, zůstalo v ní několik rychlostních silnic, které pro nevyhovující parametry (např. ostré zatáčky apod.) nebylo možno převést do dálnic. Dále bylo do této kategorie zařazeno cca 10 úseků 4proudých silnic I. třídy se středním dělicím pásem. Maximální povolená rychlost na silnicích pro motorová vozidla je 110 km/hod.
| Označení do 31. 12. 2015 | Označení od 1. 1. 2016 | Úseky bývalých rychlostních silnic přeřazené do kategorie dálnic                                                  |
| ------------------------ | ---------------------- | --- |
| rychlostní silnice R1    | dálnice D0             | všechny (v provozu 41 km)                                                                                         |
| rychlostní silnice R3    | dálnice D3             | všechny (v provozu žádný)                                                                                         |
| rychlostní silnice R4    | dálnice D4             | všechny (v provozu 38 km)                                                                                         |
| rychlostní silnice R6    | dálnice D6             | všechny (v provozu 76 km)                                                                                         |
| rychlostní silnice R7    | dálnice D7             | většina, s výjimkou úseku Spořice – Chomutov (v provozu 35 km bez úseku Spořice – Chomutov)                       |
| rychlostní silnice R10   | dálnice D10            | všechny (v provozu všech 71 km)                                                                                   |
| rychlostní silnice R11   | dálnice D11            | všechny (v provozu žádný)                                                                                         |
| rychlostní silnice R35   | dálnice D35            | úsek Úlibice – Hradec Králové – Svitavy – Mohelnice – Olomouc – Lipník nad Bečvou (v provozu 63 km v tomto úseku) |
| rychlostní silnice R43   | dálnice D43            | všechny (v provozu žádný)                                                                                         |
| rychlostní silnice R46   | dálnice D46            | všechny (v provozu všech 38 km)                                                                                   |
| rychlostní silnice R48   | dálnice D48            | všechny (v provozu 31 km)                                                                                         |
| rychlostní silnice R49   | dálnice D49            | všechny (v provozu 9 km)                                                                                          |
| rychlostní silnice R52   | dálnice D52            | všechny (v provozu 17 km)                                                                                         |
| rychlostní silnice R55   | dálnice D55            | všechny (v provozu 16 km)                                                                                         |
| rychlostní silnice R56   | dálnice D56            | všechny (v provozu všech 12 km)                                                                                   |